# Watermelon Slim
Bill Homans, conocido como "Watermelon Slim", es un músico de blues norteamericano. Toca la guitarra y la armónica. Actualmente graba para NorthernBlues Music y está radicado en Toronto, Ontario.

## Biografía
Homans ha actuando desde los años 70 y ha estado vinculado a varios músicos de blues notables como John Lee Hooker, Robert Cray, Champion Jack Dupree, Bonnie Raitt, "Country" Joe McDonald, y Henry Vestine de Canned Heat.
Su primer disco fue Merry Airbrakes, un álbum grabado y publicado en una etiqueta pequeña en 1973 después de regresar de su servicio militar en Vietnam. Después de su regreso se implicó en la asociación Veteranos de Vietnam Contra la Guerra y el álbum tiene canciones con letras que reflejan el uso de drogas, la exploración espiritual y las implicaciones y coste emocional de luchar contra "enemigos." Los originales del álbum son ahora muy apreciados por los coleccionistas y ha vuelto a publicarse.
Su música más reciente está arraigada en el estilo del Delta Blues, cuando toca su dobro sobre las rodillas y con slide. Siendo durante décadas un intérprete acústico, en su época con The Workers se ha concentrado más en tocar la guitarra eléctrica. Dice respecto a sus influencias: "Subí 3 veces al escenario junto a Pete Seeger. La primera en 1973. Pete me habló de Mississippi Fred Mc Dowell, mi primera influencia en la guitarra. Pete lo conocía desde hacía mucho tiempo. La última vez, en 2003, en Nueva York, protestamos contra la invasión de Irak. Segunda influencia decisiva, John Lee Hooker. Su estilo me golpeó como un hierro candente. Tomé gusto a tocar deslizando a lo largo de las cuerdas un encendedor, para imitar el estilo slide guitar del Delta. Había empezado a usar este utensilio en los cuarteles, en Vietnam."
En 1998, Homans conoció a dos profesores de filosofía de la Universidad Estatal de Oklahoma, Doren Recker y Mike Rhodes, con quienes funda una banda llamada "Fried Okra Jones". Esta banda pasó por varios cambios en personal, incluyendo a Honour Hero Havoc de bajista y al guitarrista "Texas" Ray Isom. En 1999, Homans grabó por primera vez desde 1973, un EP CD llamado "Fried Okra Jones". 
En 2002 hizo su primera publicación nacional para Southern Records, Big Shoes to Fill, producido por Chris Stovall Brown, con los primos Kyle y Adam Enevoldsen en la batería y el bajo. Unos cuantos meses más tarde Homans tuvo un serio ataque al corazón, pero lo superó deprisa y continuó conduciendo camiones, transportando residuos industriales y en 2003, utilizó sus vacaciones del trabajo para hacer su primera gira internacional, un viaje en solitario a través del sur de Inglaterra.
En 2004, Homans dejó su trabajo para ir de gira con su banda de apoyo, "The Workers".  En 2005, Homans fue nominado para el prestigioso W. C. Handy Award a "Best New Artist Debut", por su álbum acústico, Up Close and Personal, producido por Chris Hardwick. Él y su banda fueron también nominados a seis Premios W. C. Handy más en 2006, en varias categorías, y a un Maple Blues Award de la Toronto Blues Society en el año 2006 por el álbum Watermelon Slim and the Workers. En 2007, este álbum gana en The 6th Annual Independent Music Awards el Best Blues Album. Watermelon Slim & The Workers fue también nominado a Blues Album of the year por The Wheel Man en los Independent Music Awards.
En 2007, Homans hizo el CD The Wheel Man, que fue nominado para otros seis Premios de Música de Blues. En la ceremonia de los premios en 2008, Homans y su banda ganaron el premio a Mejor Banda de Blues de 2007 y The Wheel Man fue reconocido como Best Blues CD de 2007. Además de eso, Homans ganó el Maple Blues Award al B.B. King International Entertainer. The Wheel Man fue No. 1 Blues Álbum en el England's Mojo Magazine.
En 2008 The Workers grabaron su tercer CD para NorthernBlues, No Paid Holidays y Homans fue introducido en el Oklahoma Blues Hall of Fame en ese año.
En 2009 publica su álbum Escape From the Chicken Coop, su primer country-and-western CD grabado en Nashville con Paul Franklin, Darrell Scott y otros para NorthernBlues. Sus siguientes álbumes incluyen otro disco de Nashville, que refleja sus raíces de Carolina del Norte, un dúo acústico con Honour Havoc y discos de blues con el bluesmen de Mississippi James "Super Chikan" Johnson y Robert "The Wolfman" Belfour.

## Película
Watermelon Slim en 2009 participa en el documental ambientalista Tar Creek, sobre el desastre ambiental de Tar Creek, en Oklahoma. Los temas Music from Big Shoes to Fill, Up Close & Personal más una versión en directo de "Oklahoma Blues" aparecen como música de esta película del guionista y director Matt Myers. Homans y Myers fueron compañeros en la Oklahoma State University.

## Discografía

### Álbumes
- Merry Airbrakes (1973)
- Fried Okra Jones (1999)
- Big Shoes to Fill (2003)
- Up Close & Personal (2004)
- Watermelon Slim & the Workers (2006)
- The Wheel Man (2007)
- No Paid Holidays (2008)
- Escape From the Chicken Coop (2009)
- Ringers (2010)
- Watermelon Slim & Super Chikan Okiesippi Blues (2011)
- Bull Goose Rooster (2013)
- Golden Boy, Bordeline blues/ DIXIEFROG (2017)

### DVD
- Ripe For the Picking (live) (2006)